# 압전기
압전기(壓電氣)(Piezoelectricity, /piˌeɪzoʊˌilɛkˈtrɪsɪti/)란 기계적 일그러짐을 가함으로써 유전 분극을 일으키는 현상을 말한다. 1차 압전 효과라고도 하며, 역으로 전기를 가하여 일그러짐을 일으키는 현상을 역압전 효과 또는 2차 압전 효과라고 한다. 후자는 전기 일그러짐이지만, 역압전 효과는 전계 E의 1차 함수가 되며, E²에 비례하는 순수한 전기 일그러짐과 구분할 때도 있다.

## 원리

공간적으로 분리된 전하는 전기장을 만들고, 전기적 위치에너지를 만든다. 이 그림은 일반적인 축전기 안의 유전체이다. 압전 소자에서는 외부에서 걸어주는 전압 대신에 외부에서 가해준 압력이 물질의 각각의 원자에서 전하의 분리를 일으킨다.

압전효과에 의해 전압이 발생하는 개념도.

압전 효과의 성질은 액체 안에서 전기 쌍극자 모멘트가 발생하는 것과 깊은 연관이 있다. {\displaystyle BaTiO_{3}}나 PZTs같은 물질에서는 분자의 결정격자 내의 비대칭적인 전하 분포로 인해 쌍극자모멘트가 생기지만 어떤 물질의 경우 분자 자체가 이동하여 쌍극자 모멘트를 유발하기도 한다. 쌍극자 밀도 또는 편극도(polarization - 단위: {\displaystyle C/m^{2}})는 결정 격자에서 단위 구조 부피당 쌍극자 모멘트를 합하여 계산할 수 있다. 모든 쌍극자는 벡터이므로 쌍극자 밀도도 방향과 크기를 가진 벡터로 표현된다. 서로 가까이 있는 임미자들은 자구(Magnetic domain, Weiss domain)라 불리는 영역에서 나란히 배열되는 경향이 있다. 자구는 보통 임의로 생겨나지만, 물질에 높은 온도에서 강한 전기장을 걸어주는 과정을 통해서 인위적으로 배열할 수 있다. 하지만 모든 압전체가 이러한 과정을 통해 분극될 수 있는 것은 아니다.
압전 효과에서 중요한 것은 편극이 기계적인 힘을 가해주었을 때 변화한다는 것이다. 이러한 변화는 쌍극자를 유발하는 주변 환경의 변화에 의해 쌍극자가 재배열되어 일어나거나, 외부 응력의 영향으로 분자가 배열된 방향이 변화하여 쌍극자 모멘트의 방향이 바뀌어서 일어난다. 따라서 압전 효과는 편극의 크기가 변화하거나 편극의 방향이 변화할 때 나타난다고 할 수 있다. 조금 더 구체적으로는 결정에서의 편극의 방향, 결정의 대칭성, 가해준 기계적 응력 등에 의존한다.
편극의 변화는 결정면의 표면 전하 밀도의 변화, 다시 말하면 결정면 사이에 존재하는 전기장의 변화로 나타나는데, 이는 표면 전하 밀도의 단위와 편극의 단위가 {\displaystyle C/m^{2}}로 같기 때문이다. 하지만 압전 효과는 표면에서의 전하 밀도의 변화에 의해 나타나지는 않고, 물질 전체의 쌍극자 밀도의 변화에 의해 나타난다. 예를 들어 {\displaystyle 1cm^{3}} 정육면체 모양의 석영에 {\displaystyle 2kN}의 힘을 가해주면 12500 V의 전압을 얻을 수 있다.
압전체 물질은 또한 역압전효과(converse piezoelectric effect)라고 불리는 정반대의 효과도 나타낸다. 즉, 전기장을 가해주면 결정의 기계적인 변형이 일어난다.

### 수학적 해석
압전 효과는 물질의 전기적 특성이 종합적으로 나타나는 성질이다.
{\displaystyle D=\varepsilon E\;}
여기서 {\displaystyle D}는 전기변위장(electric displacement)이고, {\displaystyle \varepsilon }은 유전율, {\displaystyle E}는 전기장의 크기이다.
그리고 훅 법칙은 다음과 같다.
{\displaystyle S=sT\;}
여기서 {\displaystyle S}는 변형도(strain), {\displaystyle T}는 변형력(응력, stress), {\displaystyle s}는 비례계수이다.
이 두식에 압전 효과와 관련된 항을 첨가하면 다음과 같이 변형된다.
{\displaystyle S=sT+d^{T}E}
{\displaystyle D=dT+\varepsilon E},
{\displaystyle d}는 압전 효과를 나타내는 행렬이고, 그 전치행렬인 {\displaystyle d^{T}}는 역 압전 효과를 표현한다. 그러므로 첫 번째 식은 역 압전 효과의 관계를 나타내고 두 번째 식은 압전 효과의 관계를 나타낸다.
비록 위의 식들이 실제로 가장 많이 쓰이는 형태지만 표기법에 대한 몇 가지 보충이 필요하다. 일반적으로 {\displaystyle D}와 {\displaystyle E}는 벡터이고, 유전율 {\displaystyle \varepsilon }는 계수 2(rank-2)인 텐서가 된다. 원리적으로 변형도와 변형력 또한 계수 2의 텐서이며 그 비례계수 {\displaystyle s}는 계수 4의 탄성상수텐서이다. 하지만 관습적으로 변형도와 변형력은 모두 대칭 텐서이므로, 아래첨자는 다음과 같이 한 가지로 쓸 수 있다. (11 → 1, 22 → 2, 33 → 3, 23 → 4, 13 → 5, 12 → 6. 다른 문서에서는 다르게 표기할 수도 있다.) 이것이 변형도와 변형력이 6개의 요소를 가진 벡터 형태로 나타나는 이유이다. 비례계수 역시 계수 4 텐서가 아닌 6 차원 행렬로 나타난다.
이를 이용하여 PZT나 BaTiO3와 같은 편극된 압전 세라믹 소재의 변형도-전하 관계는 다음과 같이 쓸 수 있다.
{\displaystyle {\begin{bmatrix}S_{1}\\S_{2}\\S_{3}\\S_{4}\\S_{5}\\S_{6}\end{bmatrix}}={\begin{bmatrix}s_{11}^{E}&s_{12}^{E}&s_{13}^{E}&0&0&0\\s_{21}^{E}&s_{22}^{E}&s_{23}^{E}&0&0&0\\s_{31}^{E}&s_{32}^{E}&s_{33}^{E}&0&0&0\\0&0&0&s_{44}^{E}&0&0\\0&0&0&0&s_{55}^{E}&0\\0&0&0&0&0&s_{66}^{E}=2\left(s_{11}^{E}-s_{12}^{E}\right)\end{bmatrix}}{\begin{bmatrix}T_{1}\\T_{2}\\T_{3}\\T_{4}\\T_{5}\\T_{6}\end{bmatrix}}+{\begin{bmatrix}0&0&d_{31}\\0&0&d_{32}\\0&0&d_{33}\\0&d_{24}&0\\d_{15}&0&0\\0&0&0\end{bmatrix}}{\begin{bmatrix}E_{1}\\E_{2}\\E_{3}\end{bmatrix}}}
{\displaystyle {\begin{bmatrix}D_{1}\\D_{2}\\D_{3}\end{bmatrix}}={\begin{bmatrix}0&0&0&0&d_{15}&0\\0&0&0&d_{24}&0&0\\d_{31}&d_{32}&d_{33}&0&0&0\end{bmatrix}}{\begin{bmatrix}T_{1}\\T_{2}\\T_{3}\\T_{4}\\T_{5}\\T_{6}\end{bmatrix}}+{\begin{bmatrix}{\varepsilon }_{11}&0&0\\0&{\varepsilon }_{22}&0\\0&0&{\varepsilon }_{33}\end{bmatrix}}{\begin{bmatrix}E_{1}\\E_{2}\\E_{3}\end{bmatrix}}}
전체적으로 다음과 같은 네 개의 압전 계수가 존재한다.
{\displaystyle d_{ij}=\left({\frac {\partial D_{i}}{\partial T_{j}}}\right)^{E}=\left({\frac {\partial S_{j}}{\partial E_{i}}}\right)^{T}}
{\displaystyle e_{ij}=\left({\frac {\partial D_{i}}{\partial S_{j}}}\right)^{E}=-\left({\frac {\partial T_{j}}{\partial E_{i}}}\right)^{S}}
{\displaystyle g_{ij}=-\left({\frac {\partial E_{i}}{\partial T_{j}}}\right)^{D}=\left({\frac {\partial S_{j}}{\partial D_{i}}}\right)^{T}}
{\displaystyle h_{ij}=-\left({\frac {\partial E_{i}}{\partial S_{j}}}\right)^{D}=-\left({\frac {\partial T_{j}}{\partial D_{i}}}\right)^{S}}
처음 항은 압전 효과에 해당하고, 두 번째 항은 역 압전 효과에 해당한다.

## 결정 분류
32개의 결정족들 중에 21개는 대칭의 중심을 가지고 있지 않은 형태(non-centrosymmetric)이다. 그리고 이것 들 중 20개는 정방향의 압전 효과를 보인다. 이것들 중 10개는 단위 구조에 0 이 아닌 고유한 전기 쌍극자 모멘트를 가지고 있어서 기계적 압력이 없는 상태에서도 자발적인 분극을 가지고 있으며, 결정체 일부를 가열하면 그 표면에 유전 분극에 의해서 전하가 나타나는 현상인 초전기 현상(pyroelectricity)을 보인다.
극성 결정 분류: 1, 2, m, mm2, 4, 4 mm, 3, 3m, 6, 6 mm.
압전 결정 분류: 1, 2, m, 222, mm2, 4, 4, 422, 4 mm, 42m, 3, 32, 3m, 6, 6, 622, 6 mm, 62m, 23, 43m.
외부적인 힘을 가해주지 않아도 편극이 0 이 아닌 상태가 유지되는 극성 결정의 경우, 편극의 크기를 변화시키거나 방향을 바꿔주는 것만으로도 압전 효과가 나타난다. 반면 비극성 결정의 경우 외부적인 힘을 가해주는 경우에만 편극이 0이 아닌 상태가 된다. 이 경우 비극성 결정 물질을 극성 결정 물질로 변형하는데 필요한 압력의 크기를 계산할 수 있다.

## 물질
압전효과를 나타내는 물질에는 자연적으로 생긴 물질과 인공적으로 만들어낸 물질이 있다.

### 자연적으로 발생한 물질
- 베르리나이트 (Berlinite, {\displaystyle AlPO_{4}}): 석영과 동일한 구조를 한 소수의 인산염 광물
- 자당: 설탕
- 석영
- 로쉘 소금
- 황옥
- 전기석
- 뼈
- 힘줄 (건): 뼈와 근육을 연결하는 조직
- 명주
- 압전식 구조를 가진 나무
- 에나멜 (법랑): 도자기를 만들 때 바르는 페인트의 종류
- 상아질

### 인공 압전 결정
- 인산화 갈륨 ({\displaystyle GaPO_{4}}): 석영과 유사한 결정
- 랑가사이트 (Langasite, {\displaystyle La_{3}Ga_{5}SiO_{14}}): 석영과 유사한 결정

### 인공 압전 세라믹스

Tetragonal unit cell of lead titanate

페로브스카이트(Perovskite)구조와 텅스텐-브론즈(Tungsten-bronze)구조를 한 세라믹스의 경우에는 압전효과를 나타낸다.
- 산화타이타늄화 바륨 ({\displaystyle BaTiO_{3}}): 처음으로 압전효과가 관찰되었다.
- 산화타이타늄화 납 ({\displaystyle PbTiO_{3}})
- PZT ({\displaystyle Pb[Zr_{x}Ti_{x-1}]O_{3}0<=x<=1}): 요즘 가장 많이 사용되는 압전 물질이다.
- 산화나이오븀화 칼륨 ({\displaystyle KNbO_{3}})
- 산화나이오븀화 리튬 ({\displaystyle LiNbO_{3}})
- 산화탄탈륨화 리튬 ({\displaystyle LiTaO_{3}})
- 산화텅스텐화 나트륨 ({\displaystyle Na_{2}WO_{3}})
- 산화 아연 ({\displaystyle Zn_{2}O_{3}})
- {\displaystyle Ba_{2}NaNb_{5}O_{5}}
- {\displaystyle Pb_{2}KNb_{5}O_{15}}

### 무연 압전 세라믹스
최근 유해물질 제한지침의 규제로 인해 납 포함장치에서 발생하는 독성에 대한 우려가 증가하고 있다. 이러한 우려를 줄이기 위해 무연 압전 세라믹스의 개발이 활발이 연구되고 있다. 이 물질들은 환경적으로 안전하다고 확인된 물질들이다.
- {\displaystyle NaKNb}: 2004년에 일본의 사이토 야스요시(Yasuyoshi Saito) 연구팀에 의해 발견된 물질로, 높은 온도에서 PZT와 비슷한 성질을 지닌다.
- 산화철화 비스무스 ({\displaystyle BiFeO_{3}}): 기본 무연 세라믹스의 구조를 재배치하여 만든 물질이다.
- 산화나이오븀화 나트륨 ({\displaystyle NaNbO_{3}})
- {\displaystyle Bi_{4}Ti_{3}O_{12}}
- {\displaystyle Na_{0.5}Bi_{0.5}TiO_{3}}

### 중합체
- 폴리플루오린화비닐리덴(Polyvinylidene fluoride, PVDF): PVDF는 석영보다 몇 배나 큰 압전효과를 나타낸다. 물질의 결정구조에 의해 압전효과가 나타나는 세라믹스와 다르게, PVDF는 전기장이 걸리면 중합체 내부에서 긴 사슬형태의 분자들이 서로 인력과 척력을 작용하면서 압전효과가 나타난다.

## 응용
최근에는 산업과 제조업은 응용 압전 장치에 대한 최대 시장이 되었다. 뿐만 아니라 의료업이나 자동차 산업, 정보통신 산업에서도 압전 장치를 사용하고 있다. 세계적인 압전 장치의 수요가 1400억 달러가 넘을 정도로 응용 압전 장치의 중요성이 높아지고 있다.

### 높은 전압과 전원
- 가장 잘 알려진 응용 프로그램은 전자 라이터이다. 압전 결정이 들어있는 라이터 내부에 압전 결정에 압력을 주는 작은 망치가 들어있다. 라이터의 버튼을 눌러주게 되면 망치가 압전 결정을 때리고 그로 인한 압력이 스파크 갭(spark gab)을 만든다. 이를 통해 흐르는 높은 전류와 전압이 온도를 상승시키고, 가스에 불이 붙게 된다. 이와 같은 방식으로 그릴이나 대부분의 가스 버너가 만들어지고 있다.

- 응용 압전 장치로 압전 변압기가 있다. 압전 변압기는 이전의 변압기와 같이 입력전압과 출력전압 사이의 교류전원을 통한 자기 커플링을 사용하지 않고, 음향 커플링을 사용한다. 짧은 막대 모양의 압전 물질에 압전 물질에 공명을 줄 수 있는 교류전원을 넣어주면, 압전 물질은 전체적으로 진동하기 시작한다. 이 진동에 의해 다른 쪽의 압전 물질이 진동하면서 더 큰 출력 전원을 뽑아 낼 수 있다. 진동수의 비율을 조절하면서 변압이 가능한 것이다.

- 위의 내용과 같이 적은 압력으로도 높은 전압을 만들어내는 응용 압전 물질을 이용하여, 공공시설이나 사람이 많이 다니는 곳, 산업시설 등에서 에너지를 모으려는 시도가 이루어지고 있다. 예를 들어 군인들의 부츠에 압전 물질을 달아 에너지를 모으거나, 산업시설에서의 진동을 이용하여 에너지를 모으려는 시도가 이어지고 있다.

### 센서

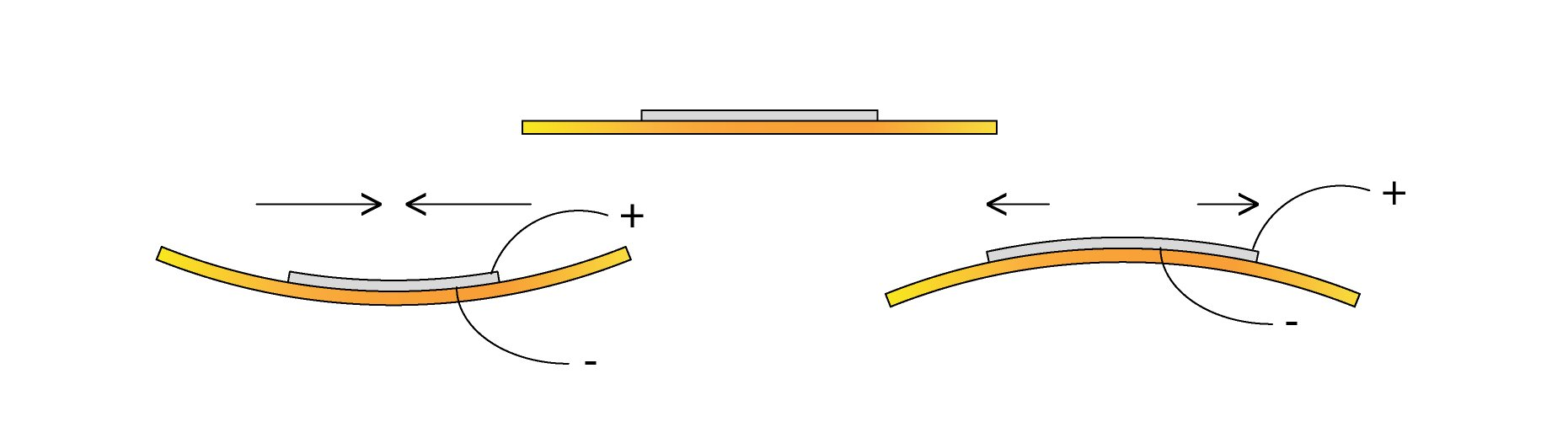
전기신호를 소리로 바꾸는데 사용된 압전 소자

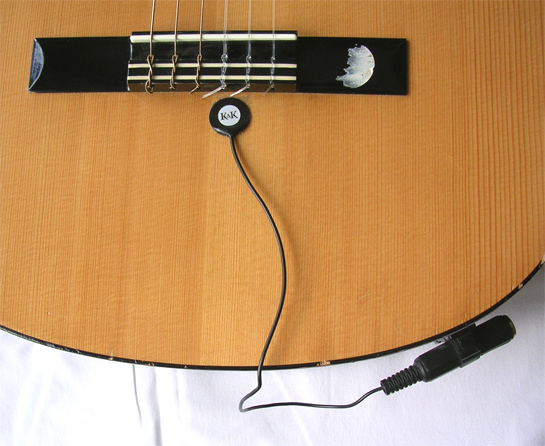
기타 픽업으로 압전 물질이 사용되었다.

압전소자 센서의 작동원리는 물리적인 작용이 힘으로 변환되어 센서 감지기의 양 면에 작용하는 것이다. 센서의 디자인에 따라 세로방향, 가로방향 등 서로 다른 방향으로 압전 소자를 탑재할 수 있다.
가장 보편적인 센서의 응용은 소리의 형태로 압력 변화를 감지하는 것이다. 예를 들어 압전 마이크의 경우 음파에 의한 압력이 압전 소자에 작용하여 전하를 띄면, 판 사이에 전기적 힘이 작용하여 압전 물질을 구부리고 전압의 변화를 일으킨다. 이것은 어쿠스틱 일렉트릭 기타에 사용된다. 특히 압전 센서는 의학적인 용도로 초음파를 감지하는데 사용되고, 산업에서는 비파괴검사에도 사용된다.
많은 감지 기술의 경우, 센서는 감지기와 변환기 두 역할을 다 할 수 있다. 예를 들어 초음파 변환기는 초음파를 몸 안으로 주입하고, 돌아오는 파동을 받아서 전기 신호로 변환한다. 대부분의 초음파 변환기는 압전소자로 만들어진다.
위에서 언급한 것들 이외에도 센서는 다음과 같은 곳에 활용된다.
- 압전 소자는 소나용 음파의 생성 또는 감지에 사용된다.
- 고전력 시스템에서 전력을 모니터링 하는 데 사용된다.(예, 의학치료)
- 매우 민감한 저울을 만드는 데 사용된다.
- 압전 변환기는 드러머의 스틱의 충격을 감지하는 전자드럼의 패드로 사용된다.

### 액추에이터

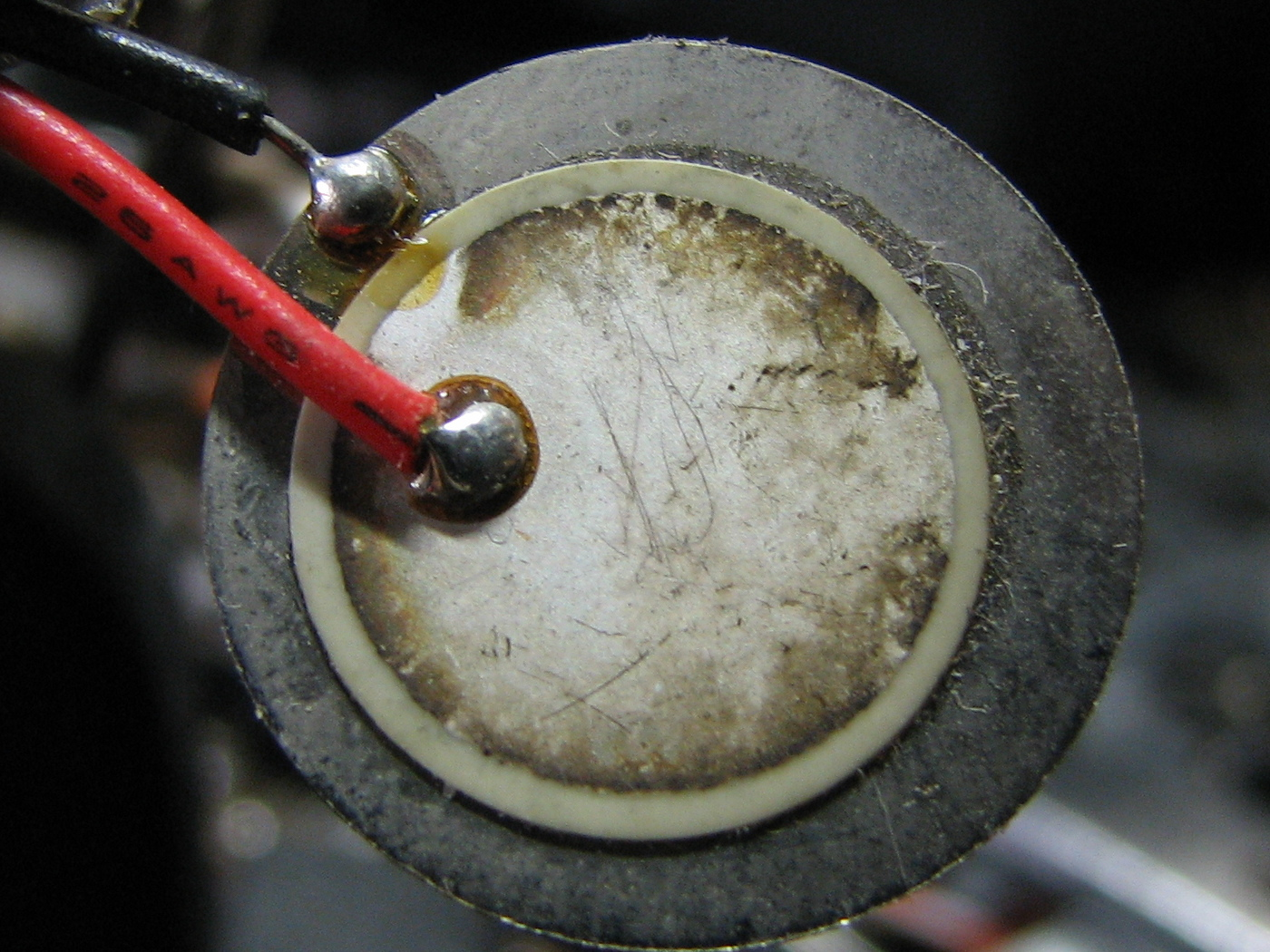
버저에 압전 물질이 사용되었다.

0.1 mm 보다 얇은 층으로 이루어진 다층 세라믹스 압전 장치는 150V보다 낮은 전압으로 높은 전기장을 형성할 수 있도록 해준다. 이런 압전 세라믹스는 직접 압전 액추에이터나 증폭 압전 액추에이터에 사용되는데, 전자의 경우 움직임이 0.1mm 보다 작은 반면, 후자의 경우에는 1 mm의 움직임을 만들 수 있다.
- 스피커: 전압이 압전 중합체의 기계적 운동으로 변환된다.
- 압전 모터: 압전 물질의 축을 변화시키면서 회전력을 얻는다.
- X-선 셔터
- 잉크젯 프린트
- 원자간력 현미경(AFM)이나 주사 프로브 현미경(SPM)과 같은 초정밀 현미경에서 탐침을 미세 조정하는데 사용된다.

### 수정발진기
석영의 압전현상은 표준 주파수원으로 유용하다. 적절히 잘라낸 수정 결정 조각에 전압을 가하면 매우 규칙적으로 진동하게 되는데, 이 신호를 귀환/증폭하여 표준 주파수원으로 사용한다. 이렇게 만들어진 전자 부품을 결정 진동자(Crystal oscillator)라고 부른다.

### 국제 표준
- ANSI-IEEE 176 (1987) Standard on Piezoelectricity
- IEEE 177 (1976) Standard Definitions & Methods of Measurement for Piezoelectric Vibrators
- IEC 444 (1973) Basic method for the measurement of resonance freq & equiv series resistance of quartz crystal units by zero-phase technique in a pi-network
- IEC 302 (1969) Standard Definitions & Methods of Measurement for Piezoelectric Vibrators Operating over the Freq Range up to 30 MHz

## 같이 보기
- 전자 부품
- 자기변형
- 광전 효과
- 열전 발전기